# Gerd Kannegieser
Gerd Kannegieser (* 23. April 1957 in Kottweiler-Schwanden) ist ein deutscher Kabarettist, Lehrer und Mundartdichter.

## Leben
Gerd Kannegieser wuchs in der Westpfalz auf. Nach seinem Abitur 1976 in Kaiserslautern und Ableistung des Grundwehrdienstes studierte er von 1977 bis 1981 Mathematik und Informatik an der Universität in Kaiserslautern. Es setzte dann sein Studium mit Mathematik, Germanistik und Philosophie in Landau/Pfalz fort. 1984 und 1986 legte er seine Staatsexamina für das Lehramt für Grund- und Hauptschulen ab. Gerd Kannegieser wurde Lehrer für Deutsch, Mathematik und Philosophie und unterrichtete an verschiedenen Waldorfschulen, außerdem war er bei Theaterprojekten involviert. Bekannt wurde er in der Pfalz 1983 mit 'Scheiermanns Lina hat immer gesagt...', einem Lyrikband in Pfälzer Mundart. Er ist Mitglied der Autorengruppe Kaiserslautern und war Mitglied des Literarischen Vereins der Pfalz, zudem war er Mitherausgeber der Kunst- und Literaturzeitschrift Argos. Von ihm gibt es viele Veröffentlichungen in Zeitschriften, Zeitungen und Anthologien. Seit 1988 ist er mit seinem 'Kabarett uff Pälzisch' unterwegs und hatte bislang mehr als 2500 Auftritte.
1988 kaufte Kannegeiser das alte Schulhaus in Hinzweiler, in dem er bis 2015 wohnte.
Jetzt lebt er in Kottweiler-Schwanden.

## Werke
- Scheiermanns Lina hat immer gesat... Mundartgedichte. Rhodt unter Rietburg 1983, ISBN 9783887170547.
- Naderlisch Scheranje, Mundartgedichte. Arletta 1996, ISBN 9783980141529.
- Mopsgesichtig! Oder, Der letzte Arsch im Waschsalon, Satiren aus sieben Bühnenjahren. Arletta 2002, ISBN 9783980141536.